# Zagorá-Mourési
Zagorá-Mourési (en grec moderne : Ζαγορά-Μουρέσι) est un dème situé dans la périphérie de Thessalie en Grèce. Le dème actuel est issu de la fusion en 2011, à la suite du programme Kallikratis, entre les dèmes de Moúresi et de Zagorá, devenus des districts municipaux.